# NAeL Minas Gerais (A-11)
O NAeL Minas Gerais foi um porta-aviões leve da classe Colossus operado pela Marinha do Brasil (MB), de 1960 até 2001. O navio, estabelecido pela Marinha Real Britânica durante a Segunda Guerra Mundial como HMS Vengeance, foi concluído pouco antes do fim do conflito e não entrou em combate. Após passagens como navio de treinamento e navio de pesquisa no Ártico, o porta-aviões foi emprestado à Marinha Real Australiana, de 1952 a 1955. Ele foi devolvido aos ingleses, que o venderam ao Brasil em 1956.
Para a MB nesse período, a principal função de um porta-aviões seria a guerra antissubmarino. O navio passou por uma conversão de quatro anos na Holanda para torná-lo capaz de operar aeronaves mais pesadas. Comissionado na MB como Minas Gerais em 1960, foi o primeiro porta-aviões comprado por uma nação latino-americana e o segundo a entrar em serviço, atrás do ARA Independencia. A polêmica aquisição do navio permitiu à MB reconstituir sua aviação naval, o que gerou o problema da aviação embarcada, uma disputa com a Força Aérea Brasileira (FAB) pelo direito de embarcar aeronaves no porta-aviões. O Minas Gerais quase foi usado para ameaçar de bombardeio aéreo as forças alinhadas à Campanha da Legalidade, em 1961, mas a disputa com a FAB comprometia sua funcionalidade.
Ao final da crise, em 1965, a Marinha foi proibida de ter aeronaves de asa fixa. Numa situação única entre as marinhas de sua época, a aviação embarcada no Minas Gerais consistiu a partir de então em aviões de patrulha P-16 Tracker da FAB, organizados no 1.º Grupo de Aviação Embarcada (1.º GAE), e helicópteros da Marinha. O navio era a principal unidade da MB e passou por diversas reformas nesse período. De 1987 a 1996, tornou-se incapaz embarcar os aviões da FAB devido a uma catapulta defeituosa, sendo reatribuído como porta-helicópteros e navio de assalto anfíbio. A aposentadoria dos P-16 da FAB, em 1996, deu oportunidade à Marinha para reaver o direito a operar aviões, organizando o 1.º Esquadrão de Aviões de Interceptação e Ataque, cujos jatos chegaram a pousar no convés do Minas Gerais, em 2001. Entretanto, o navio era lento demais para o pouso seguro dos jatos em condições de pouco vento.
Em 2001, o Minas Gerais foi retirado de serviço e substituído pelo NAe São Paulo. Na época de seu descomissionamento, era o porta-aviões operacional mais antigo do mundo e a última unidade operacional do projeto "Frota Leve", da Segunda Guerra Mundial. Apesar das tentativas de preservar o porta-aviões como um navio-museu e após vários leilões fracassados (incluindo uma listagem no eBay), o Minas Gerais foi vendido para sucata em 2004 e levado para Alang, na Índia, para desmantelamento.

## Projeto e características

### A "Frota Leve"
As experiências durante a primeira parte da Segunda Guerra Mundial demonstraram aos britânicos que a Marinha Real precisava de acesso à cobertura aérea defensiva para frotas e comboios aliados, que só poderiam ser fornecidos por mais porta-aviões. Em meados de 1941, a Diretoria de Construção Naval foi instruída a investigar a melhor forma de conseguir isso sem os longos tempos de construção normalmente associados aos porta-aviões. As opções eram reequipar os cruzadores sobreviventes da classe Hawkins com decks de voo e instalações de aviação, converter navios mercantes adicionais e navios de passageiros em navios semelhantes, mas mais capazes do que os porta-aviões mercantes anteriores, ou criar um novo projeto para um navio barato, levemente armado, sem blindagem semelhante aos porta-aviões de escolta americanos. Em dezembro de 1941 foi decidido que um novo design era a melhor opção.
Este navio foi concebido como um passo intermediário entre os caros porta-aviões de frota e os porta-aviões de escolta com capacidade limitada. O projeto tinha que ser o mais simples possível para que o tempo de construção fosse reduzido ao mínimo e mais estaleiros (principalmente aqueles sem experiência em construção naval) pudessem ser usados. No entanto, os navios deveriam ser capazes de operar em ações de frota. Originalmente designados como 'porta-aviões intermediários', os navios foram reclassificados como 'porta-aviões leves'. Como a equipe de design naval estava sobrecarregada, o porta-aviões foi projetado principalmente por construtores navais da Vickers-Armstrong.
Esses porta-aviões do projeto "Frota Leve" deveriam ser 'navios de guerra descartáveis': para serem descartados e substituídos no final da guerra ou dentro de três anos após entrarem em serviço. No entanto, todos excederam essa vida útil planejada, com o Minas Gerais (Vengeance) operando de 1945 até 2001. O porta-aviões foi construído pela Swan Hunter para a Marinha Real Britânica como HMS Vengeance. Seu batimento de quilha ocorreu em 16 de novembro de 1942 e foi lançado ao mar em 23 de fevereiro de 1944. A construção foi concluída em 15 de janeiro de 1945, e o Vengeance foi comissionado na frota britânica.
O projeto, concluído no início de 1942, era efetivamente um HMS Illustrious reduzido. Cada porta-aviões deslocaria 13 190 toneladas em carga padrão e 18 040 toneladas em plena carga, com comprimento de 210 metros até a cabine de comando e 212 metros totais, uma boca máxima de 24 metros, e calado de 5,64 metros em deslocamento padrão, e 7,16 metros no deslocamento de carga total. O casco foi construído de acordo com as especificações da Lloyd para navios mercantes da quilha ao convés principal, mas incorporou melhor subdivisão de compartimentos para reduzir danos secundários por inundação.
O maquinário de propulsão tinha um design semelhante ao usado nos cruzadores - algumas das turbinas a vapor eram provenientes de cruzadores cancelados. O maquinário foi organizado em dois compartimentos (cada um contendo duas caldeiras de três tubos do Almirantado e uma turbina Parsons), que foram colocados en echelon, com o compartimento de estibordo à frente do porto. Estes forneciam quarenta mil cavalos de potência para dois eixos de hélice, conduzindo os porta-aviões a uma velocidade máxima de 25 nós (46 quilômetros por hora), com quinze nós (28 quilômetros por hora) como a velocidade econômica designada.

### Reformas
Após sua aquisição pelo Brasil, o porta-aviões passou por uma grande reforma e reconstrução na Holanda de meados de 1957 até dezembro de 1960. A obra foi realizada pela Verolme Dock, em Rotterdam, e custou 27 milhões de dólares. A referência foi a reforma do Karel Doorman para a Marinha Real Neerlandesa. A superestrutura de ilha do porta-aviões foi substituída e um mastro treliçado foi instalado para suportar o novo sistema de controle de tiro e conjunto de radar. A capacidade da caldeira do navio foi aumentada e a eletricidade interna foi convertida em CA por meio da instalação de quatro turbogeradores e um gerador a diesel.
A mudança mais visível foi a instalação de uma cabine de comando em ângulo de 8,5 graus. O tamanho do ângulo exigia que um acesso fosse construído em torno do lado estibordo da superestrutura da ilha; atuando como um contrapeso para a saliência de bombordo da cabine de comando. Combinado com a instalação de uma catapulta a vapor mais potente, mecanismo de parada mais forte, elevadores de hangar reforçados e um auxiliar de pouso espelhado, essas modificações permitiram a operação de aeronaves a jato de até 9 100 toneladas. O auxiliar de pouso contava com um estabilizador giroscópico. As decolagens livres eram preferidas às catapultagens, que consumiam parte do vapor sob pressão que aciona as turbinas. Para essas decolagens, havia uma linha de referência, pintada no convés, para a corrida da decolagem.
Em 1974, o navio iniciou no Arsenal de Marinha do Rio de Janeiro seu Período de Manutenção Geral e Período de Atualização e Modernização, com grandes reformas até 1981, estendendo sua expectativa de vida até a década de 1990. Outra reforma de modernização ocorreu de julho de 1991 a outubro de 1993, incluindo, entre outras medidas, a revisão das caldeiras e motores. Uma última reforma, no final da década, submeteu a catapulta, o aparelho de parada e outros sistemas a uma revisão completa.

### Armamento e sistemas
Seu armamento inicial consistia em seis canhões navais quádruplos QF de 2 libras (conhecidos como pompons) dezenove canhões Oerlikon de 20 mm. Em 1945, após serem designados para a Frota Britânica do Pacífico, oito dos Oerlikons foram substituídos por oito canhões Bofors de 40 mm simples; essas armas forneciam melhor proteção contra aeronaves kamikaze japonesas. Quando comissionado na RAN em 1952, o equipamento de armas incluía doze canhões Bofors de 40 mm e 32 canhões Oerlikon de 20 mm.
Durante a modernização do navio para se tornar Minas Gerais, seu armamento foi alterado para consistir em dez canhões antiaéreos Bofors de quarenta milímetros (duas montagens quádruplas e uma montagem dupla) e dois canhões de continência de 47 milímetros. Em 1994, os Bofors foram removidos e substituídos por dois lançadores Simbad terra-ar gêmeos para mísseis Mistral. Se fosse necessário armamento adicional, o Bofors poderia ser reinstalado.
A modernização instalou os seguintes radares: SPS-12 de busca aérea, SPS-8B de controle aéreo e SPS-4 de varredura de superfície.  Em 1996, os radares eram um Lockheed SPS-40B para busca aérea, um Plessey AWS 4 para busca de superfície, um Signaal ZW06 para navegação, dois SPG-34 para controle de tiro e um Scanter Mil-Par para Abordagem controlada por transportadora. Os dois radares de busca operavam nas bandas de frequência da OTAN designadas E e F, os radares de navegação e CCA operavam na banda I da OTAN e os radares de controle de tiro nas bandas I e J.
A reforma de 1974–1980 incluiu a instalação de um datalink para melhorar a cooperação com a classe Niterói e atualizações do conjunto de radares. A de 1991–1993 integrou um sistema de comando SICONTA (Sistema de Controle de Dados Táticos Navais), com capacidade de enlace de dados com as unidades de escolta, dois novos radares de navegação, um radar de pouso Scanter-MIL e um radar de vigilância combinada Plessey AWS-4. O navio foi preparado para a receber lançadores Simbad para mísseis terra-ar Mistral, que foram instalados em 1994, com os dez Bofors removidos ao mesmo tempo. Os Bofors podiam ser reinstalados para complementar o armamento da belonave, se necessário.

## Histórico de serviço

### Marinha Real Britânica

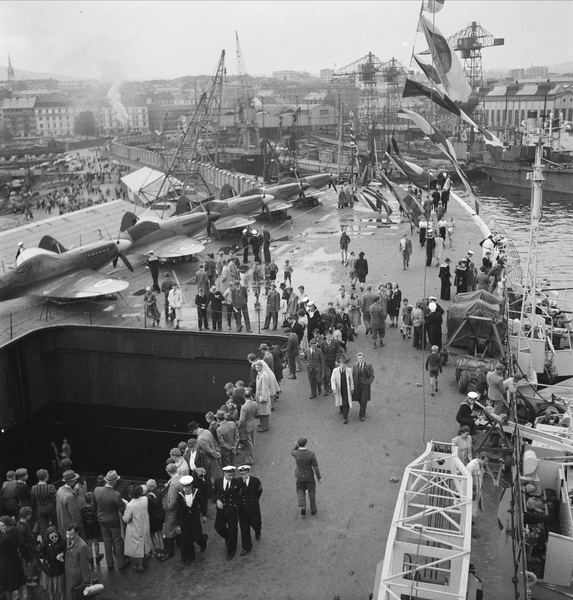
HMS Vengeance visitando Oslo em 1947

Em 11 de março de 1945, o Vengeance deixou o rio Clyde para julgamentos em Malta. Estes foram concluídos em 21 de maio, quando ele foi designado para o 11.º Esquadrão de Porta-aviões da Frota Britânica do Pacífico. O porta-aviões navegou para Sydney via Alexandria, Porto Saíde, Triquinimale e Fremantle, chegando em 26 de julho. Enquanto estava em Sydney, oito Oerlikons foram substituídos por oito canhões Bofors de quarenta milímetros; essas armas forneciam melhor proteção contra aeronaves kamikaze japonesas. O Vengeance foi designado para o Grupo de Trabalho 111.2 da Frota Britânica do Pacífico, e deveria ser implantado como parte da força de ataque Truk controlada pelos japoneses, mas não deixou Sydney até o fim da guerra. Após o fim da guerra, o Vengeance foi ordenado a Hong Kong e, em 3 de setembro, foi usado como local para a rendição japonesa do território.
Ele permaneceu na área até o final de 1945, quando navegou para a Austrália para uma reforma e depois voltou para Hong Kong. Em abril de 1946, o Vengeance entregou os esquadrões nº 11 e nº 17 da Força Aérea Real para Miho, Ibaraki no Japão, onde foram designados como parte da Força de Ocupação da Comunidade Britânica. O Vengeance permaneceu em águas orientais até 20 de julho de 1946, quando partiu para a Inglaterra. O navio chegou a Devonport em 13 de agosto, após visitar Triquinimale, e no final do ano foi transferido como porta-aviões de treinamento baseado na Escócia.
O Vengeance visitou Oslo e Trondheim em junho de 1947, com o First Sea Lord Sir John Cunningham a bordo. Durante o início de 1948, o porta-aviões foi anexado ao 3º Esquadrão de Porta-Aviões, parte da Frota Doméstica Britânica. Ele visitou Santa Helena em outubro e navegou com o Esquadrão nas águas sul-africanas até meados de novembro. Em seu retorno ao Reino Unido, o Vengeance foi convertido para as condições do Ártico e, de 5 de fevereiro de 1949 a 8 de março de 1949, operou nas águas do Ártico como parte da Operação Rusty: um cruzeiro experimental para determinar como navios, aeronaves e pessoal funcionavam no frio extremo.

### Empréstimo à Austrália
Em junho de 1951, após o recebimento do aviso de que o porta-aviões australiano HMAS Melbourne não seria concluído até pelo menos março de 1954, o Comitê de Defesa Australiano recomendou que a Austrália solicitasse à Marinha Real Britânica o empréstimo de um porta-aviões. A nova data de conclusão prevista para o Melbourne foi 21 meses depois das previsões anteriores, das quais dependia o estabelecimento da aviação naval de dois porta-aviões no RAN. A Marinha buscou um empréstimo de quatro anos de um porta-aviões do final de 1952 ao final de 1956, para cobrir os atrasos com o Melbourne e a atualização planejada do HMAS Sydney, uma vez que o Melbourne estava em serviço. O governo australiano propôs que o porta-aviões emprestado fosse modificado para operar aeronaves Sea Venom e Gannet, de modo que o Melbourne e o porta-aviões emprestado pudessem estar no serviço ativo enquanto Sydney era atualizado, mas retirou a sugestão quando informado pelo Almirantado de que fornecer tal capacidade exigiria a instalação de um novo sistema de cabos para-raios, o que impediria que a belonave emprestada entrasse em serviço até pelo menos março de 1954, com o valor sendo inteiramente pago pela Austrália. Várias modificações menores foram aprovadas e pagas pela Austrália, incluindo a instalação de acomodações adicionais para a tripulação.
O Vengeance foi o navio selecionado para o empréstimo, e as modificações para o serviço australiano foram concluídas em janeiro de 1952. A fim de fornecer pessoal para o navio emprestado, a RAN teve que colocar o cruzador leve HMAS Hobart na reserva. O empréstimo foi aprovado, com o governo britânico optando por não cobrar da Austrália pelo empréstimo, mas declarando que todos os custos operacionais seriam arcados pela RAN, incluindo o equipamento inicial dos armazéns. Em meados de 1952, o transatlântico Asturias foi fretado pela RAN para transportar uma tripulação comissionada para a Inglaterra.

### Marinha Real Australiana
O Vengeance foi transferido para a Marinha Real Australiana em 13 de novembro de 1952. Ele foi recomissionado como navio australiano nesta data e recebeu o prefixo HMAS. Partindo de Devonport no final de 1952, o porta-aviões navegou para a Austrália pelo Mediterrâneo e chegou a Fremantle em 26 de fevereiro de 1953. Ele chegou a Sydney em março e foi marcado como totalmente operacional em junho. No final de 1953, o Vengeance foi preparado para uma implantação na Coréia, para apoiar a aplicação do armistício da ONU de julho de 1953. A implantação não foi adiante: o HMAS Sydney foi enviado em seu lugar.

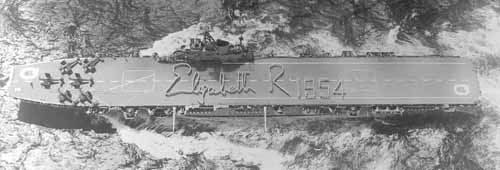
A companhia do navio Vengeance, disposta no convés de voo para recriar a assinatura da Rainha Elizabeth II

De fevereiro a abril de 1954, o Vengeance foi encarregado de escoltar o iate real Gothic pelas águas australianas durante a visita real da rainha Elizabeth II à Austrália. Em 9 de março de 1954, quando estava na Baía de Port Phillip, um baleeiro que transportava trinta marinheiros para o porta-aviões atingiu uma série de ondas estranhas e virou. Dois marinheiros foram mortos. Mergulhadores da Marinha estiveram envolvidos no resgate dos sobreviventes, com um deles ganhando a Medalha do Império Britânico por seus esforços. Em 3 de abril, enquanto escoltava o Gothic para as Ilhas Cocos, com os destróieres Bataan e Anzac acompanhando, a companhia do navio Vengeance se reuniu no convés de vôo e se posicionou para formar a assinatura da Rainha. Depois de ver uma fotografia aérea disso, Sua Majestade enviou uma mensagem ao porta-aviões, dizendo "Obrigado pela falsificação original". Em 5 de abril, após chegar às Ilhas Cocos, o Vengeance se envolveu em uma colisão com o Bataan enquanto o contratorpedeiro tentava reabastecer com o porta-aviões. A proa do Bataan fez contato com o lado do Venegance, mas o dano foi menor, e os dois navios retornaram a Sydney em maio sem assistência, após visitarem a Ilha de Manus e Rabaul.
Em junho de 1954, o Vengeance foi retirado do serviço ativo e reclassificado como o navio de treinamento primário da RAN. O navio de treinamento anterior, o cruzador HMAS Australia, foi destinado em meados de 1953 para ser desativado e sucateado, pois modernizá-lo não seria econômico. Ao mesmo tempo, a RAN explorava caminhos para reduzir os custos operacionais: a redução da aviação naval de dois porta-aviões para um proporcionaria economias significativas. A remoção do Vengeance do serviço ativo, combinada com a necessidade de encontrar um navio de treinamento substituto para o Australia que fosse grande o suficiente para acomodar o grande número de estagiários do Serviço Nacional, colocou o porta-aviões na função de treinamento. Em 31 de agosto, o Vengeance acompanhou o Austrália durante sua última viagem antes do descomissionamento. O navio partiu para o Japão no final de outubro; sua primeira partida das águas australianas durante o serviço RAN. O Vengeance voltou para a Austrália em novembro, após embarcar o Esquadrão N.º 77 da RAAF.
Em maio de 1955, o Sydney assumiu as funções de porta-aviões de treinamento do Vengeance, bem como sua própria nau capitânia e funções de operação, enquanto o último porta-aviões estava preparado para o retorno à Inglaterra. O Vengeance partiu para o Reino Unido em junho, parando em Cingapura para coletar um esquadrão de helicópteros da RN. Chegando em 13 de agosto, sua tripulação preparou o porta-aviões para reserva e o Vengeance foi desativado em 25 de outubro. O pessoal foi usado como a primeira companhia de navio do Melbourne, que foi comissionado em 28 de outubro de 1955.

### Venda ao Brasil
Durante a preparação para a eleição presidencial de 1955, Juscelino Kubitschek, governador do estado de Minas Gerais, prometeu aos almirantes brasileiros a aquisição de um porta-aviões. A Marinha do Brasil já tinha um a dois navios-aeródromo nos seus planos de aquisição desde ao redor de 1952. O Reino Unido ofereceu o Leviathan e/ou o Hercules, chegando a uma proposta final do Leviathan, mas no início de 1953 o Brasil não tinha condições de comprá-lo. No ano seguinte, o ministro da Marinha Renato de Almeida Guillobel buscou, sem sucesso, obter um porta-aviões, dois submarinos e quatro contratorpedeiros com os Estados Unidos. A função do porta-aviões na doutrina militar brasileira seria, juntamente com vários contratorpedeiros, formar um Grupo de Caça e Destruição para a guerra antissubmarino. No contexto da Guerra Fria e do alinhamento aos Estados Unidos, o oponente hipotético seria a Frota Naval Militar da União Soviética, que tentaria cortar as linhas de comércio marítimo brasileiras. A própria Marinha dos Estados Unidos poderia conduzir a guerra antissubmarino no Atlântico Sul, mas a Marinha do Brasil tinha um motivo adicional: recriar sua Aviação Naval, que havia sido extinta em 1941 e incorporada à Força Aérea Brasileira (FAB).
A necessidade de um porta-aviões era um consenso entre os marinheiros, mas não entre os aviadores. A FAB só passou a apoiar a compra quando ela já parecia inevitável. A Marinha comprou o Vengeance por nove milhões de dólares em 14 de dezembro de 1956. Os recursos vieram do Fundo Naval, e assim, dependiam unicamente da autorização do presidente e não do Congresso Nacional, onde a compra poderia ser obstruída pela disputa político-partidária, ou do Estado-Maior das Forças Armadas, onde poderia haver disputa corporativa. Juscelino Kubitschek afirmou posteriormente que a promessa era para evitar uma rebelião naval durante sua posse no início de 1956, apesar de sua crença na "inutilidade militar" do navio de guerra de segunda mão. A necessidade de apaziguar a Marinha e a FAB continuou após a posse do presidente.
A compra do porta-aviões foi polêmica em várias esferas da sociedade, gerando um debate acalorado, pautado por acusações e adjetivos, no Congresso Nacional, na imprensa e nas ruas. A polarização política do momento acentuava a tensão. O navio era tachado de sucata, sem levar em conta a longa extensão à sua vida útil proporcionada pela restauração à qual ele foi submetido na Holanda. Do ponto de vista da Marinha, esses opositores formavam o “Clube dos Inimigos do Navio Aeródromo”, presente nos sindicatos de aeronautas e aeroviários, na imprensa e nas Forças Armadas.
O deputado federal Paulo Mincarone publicou em 1959 o livro “Escândalo do Minas Gerais”, no qual acusou a Marinha de falta de transparência financeira, gastando de forma espúria muito mais do que o custo singular dava a entender. O jornalista David Nasser, favorável ao presidente, criticou a compra para atacar os almirantes que haviam dificultado a posse. Em artigo na revista O Cruzeiro, ele afirmou que o valor da compra permitiria construir outra Brasília, mas “antes mil vezes a aventura doida de uma Brasília sólida do que a fantasia líquida de uma coisa perecível”; “mas o Almirante mostra o exemplo da Argentina. A Argentina já tem um. Nós não temos nenhum. Parece brincadeira de criança”. Conforme um documento da Diretoria de Aeronáutica da Marinha de 1964, “a campanha organizada contra a Marinha pretendeu dar à compra do ‘Minas’ foros de escândalo, comparando-a até a aspectos da construção de Brasília (...). O Minas Gerais custou ao País cêrca de 30 milhões de dólares, pagos em 5 anos. Pretenderam, e ainda hoje alguns repetem, apresentar a aquisição do ‘Minas’ como responsável pelo descalabro financeiro do País”.
A canção "Brasil já vai à guerra", de Juca Chaves, chamou a aquisição de “um viva pra Inglaterra de oitenta e dois bilhões”. Elementos sonoros semelhantes a marchas militares contrastavam com a letra: “a classe proletária na certa comeria com a verba gasta diária em tal quinquilharia sem serventia”; “uns idiotas aplaudem a medida e o povo sem comida escuta as tais lorotas dos patriotas”. Em 1961 o Serviço de Censura do Estado da Guanabara e a Divisão de Radiodifusão da Secretaria de Segurança Pública de São Paulo proibiram a gravação e divulgação da música. À época, a legislação federal de censura proibia obras que promovessem o “desprestígio das forças armadas”. O autor queixou-se que outros críticos do porta-aviões não tenham sido censurados; o possível motivo é a maior repercussão de sua obra. Ele conseguiu um mandado de segurança contra a proibição em São Paulo, mas a censura perdurou na Guanabara. O caso repercutiu na imprensa, com posicionamentos favoráveis e contrários ao músico. A censura deu maior repercussão a Brasil já vai à guerra, que chegou ao quarto lugar no ranking dos discos 78 rpm vendidos em São Paulo em 1961. Na ditadura militar a música foi novamente proibida, desta vez pela Censura Federal de Belo Horizonte, em 1969.

### Marinha do Brasil

#### Reforma e entrada em serviço

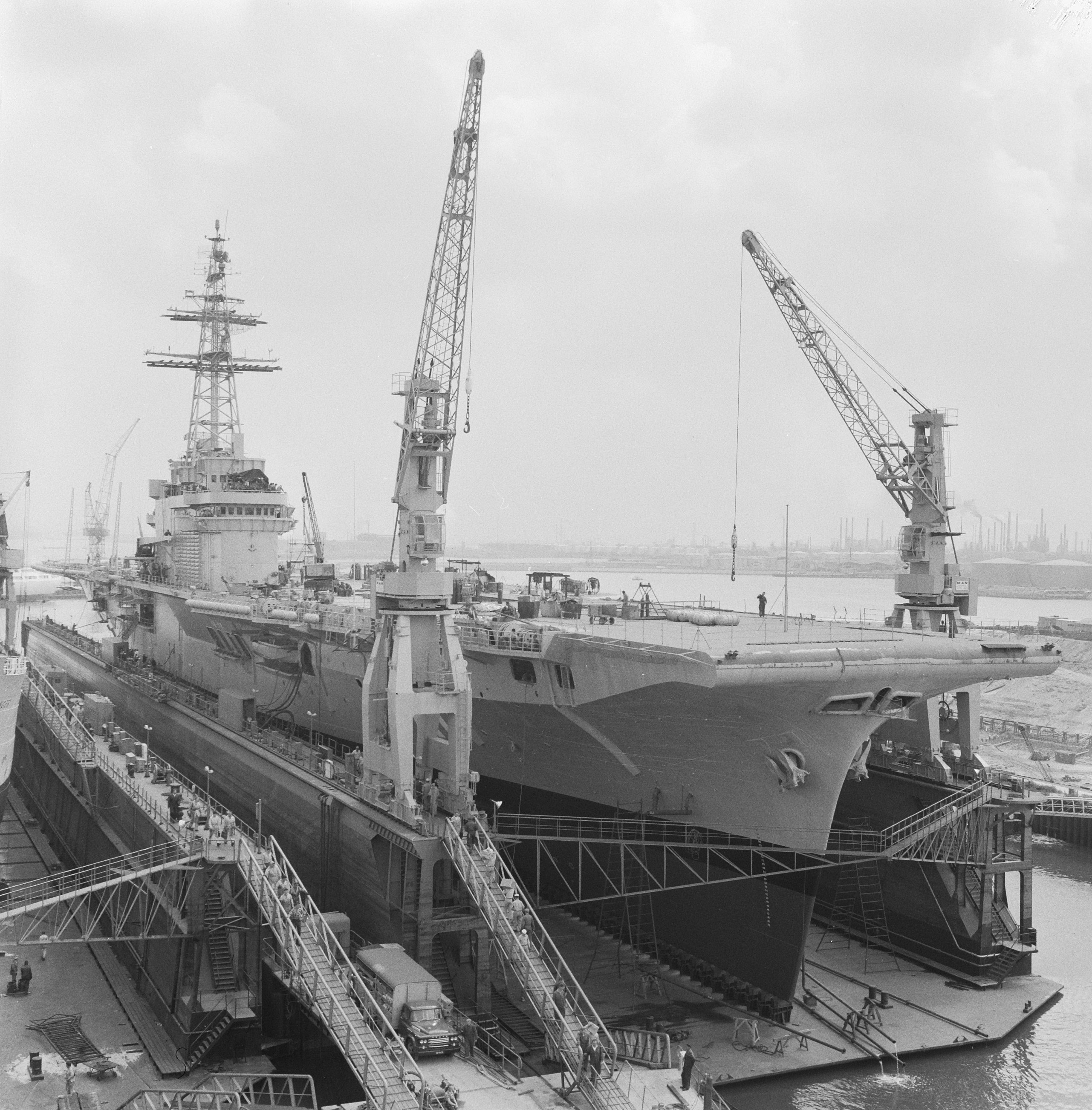
Minas Gerais em modernização na Holanda em 1960

Após três anos de reforma, o navio foi comissionado na Marinha como NAeL Minas Gerais em 6 de dezembro de 1960. Esse nome e São Paulo, ambos estados poderosos na história política brasileira, já haviam sido escolhidos décadas antes para os encouraçados da classe Minas Geraes, os mais poderosos da Esquadra, e portanto foram utilizados novamente para os porta-aviões. Houve um debate sobre o nome do navio, e Minas Gerais prevaleceu por ser homenagem ao estado natal de Kubitschek. Informalmente, ele ficou conhecido entre os marinheiros como "Mingão". O navio partiu de Roterdão para o Rio de Janeiro em 13 de janeiro de 1961. A Marinha retardou a viagem para que a chegada só ocorresse logo após o final do mandato de Juscelino Kubitschek, no dia 31 de janeiro.
A duração da reforma significou que, embora o porta-aviões tenha sido o primeiro comprado por uma nação latino-americana, ele foi o segundo a entrar em serviço, depois que outro porta-aviões da classe Colossus entrou em serviço na Marinha Argentina como ARA Independencia em julho de 1959. As relações entre Brasil e Argentina estavam num momento sensível, mas a rivalidade regional não era um fator preponderante, pois a principal função do navio seria antissubmarino. Pelo mesmo motivo, a aquisição não foi vista nos Estados Unidos como uma ameaça brasileira de buscar hegemonia regional. A compra quase simultânea dos dois navios semelhantes estava de acordo com a política dos Estados Unidos de equilíbrio de poder naval na América do Sul. A origem britânica do navio reduzia a dependência de materiais americanos na Marinha do Brasil, mas foram os americanos  que forneceram o equipamento antissubmarino.

#### Aviação embarcada

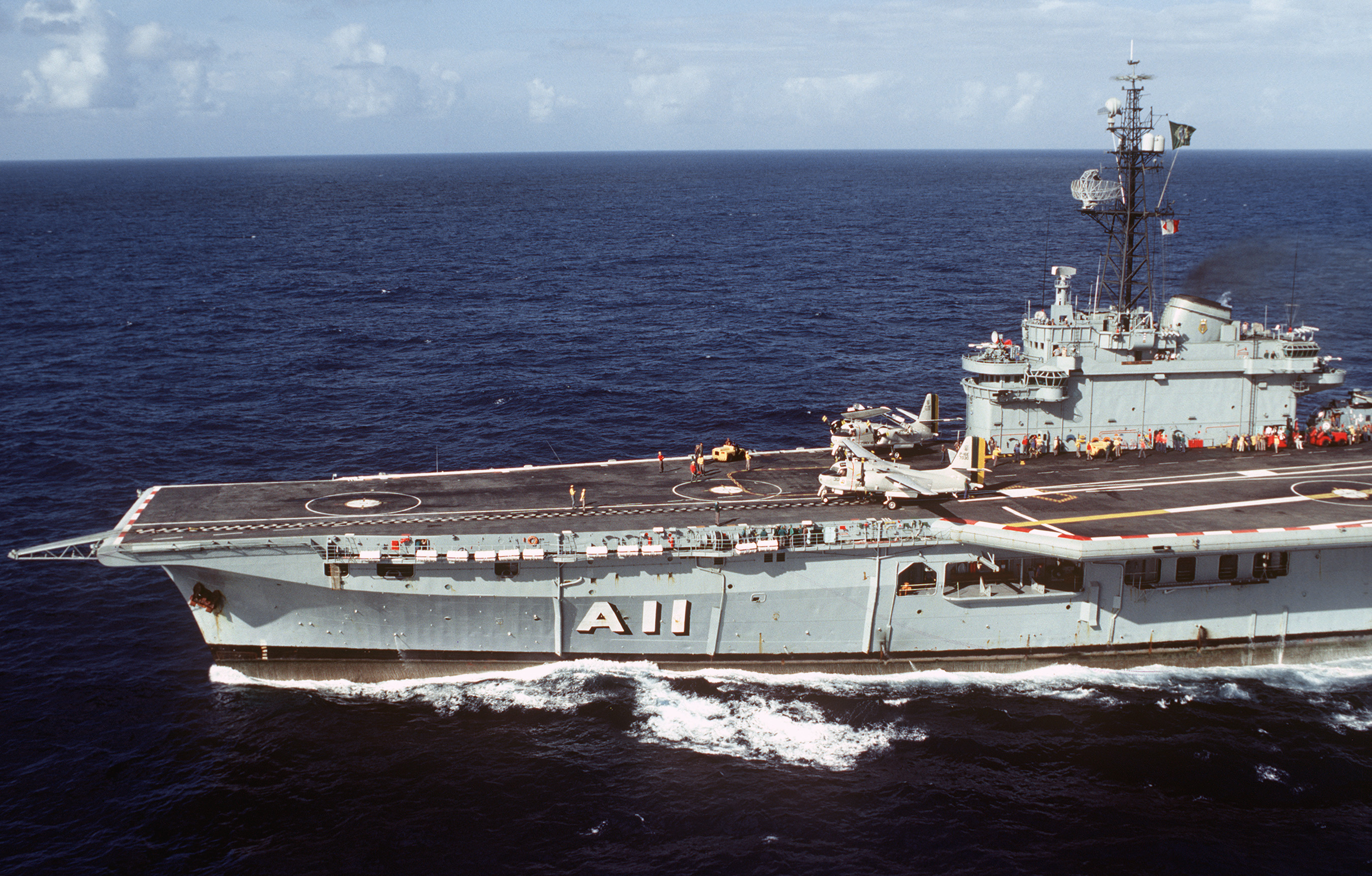
O Minas Gerais prestes a lançar um S-2 Tracker

Logo após a compra do porta-aviões, a Força Aérea Brasileira criou o 1.º Grupo de Aviação Embarcada (GAE), para as operações aeronavais. A princípio o 1.º GAE foi planejado com um esquadrão de aviões de patrulha antissubmarino e outro de aviões de caça, que poderiam ser usados contra a Argentina. Quando a Marinha explicitou a finalidade antissubmarino do porta-aviões, os caças planejados foram substituídos por um esquadrão de helicópteros antissubmarino. As aeronaves, treze aviões S2F-1 Tracker (P16, na FAB) e seis helicópteros HSS-1N (SH-34J, na FAB), chegaram em janeiro de 1961, formando o que seria chamado “Esquadrão Cardeal”.
A Marinha não permitia que o 1.º GAE servisse embarcado, pois pretendia operar sua própria aviação. O Minas Gerais chegou ao Brasil com três aviões Grumman TBF Avenger (usados para treinar manobras no convoo, e não voar), três helicópteros Westland Whirlwind S-55 Srs.1 e seis Bell HTL-5 (modelo 47D) desmontados. Nenhum deles estava armado, e a única utilidade prática do porta-aviões estava nos seus radares. Em 1963 foram recebidos seis aviões North American T-28 Trojan, tecnologicamente inferiores aos meios do 1.º GAE. A ineficácia do porta-aviões nos seus primeiros anos rendeu-lhe um apelido insultuoso: “O Belo Antônio”, referência ao protagonista impotente de um filme italiano do período.
A FAB não reconhecia a Aviação Naval, e suas relações com a Marinha continuavam a deteriorar. A disputa pelo direito a ter aeronaves no Minas Gerais, conhecida como o "problema da aviação embarcada", levou ao auge das tensões Marinha-Aeronáutica no final de 1964. Em 1965 o presidente Castelo Branco permitiu a operação de helicópteros pela Marinha, mas reservou à FAB o direito de ter aviões. Assim, o navio embarcava dois grupos aéreos: helicópteros da Marinha e aviões da FAB.
O primeiro pouso de um P-16 do 1.º GAE em seu convés foi em 22 de junho de 1965, e a partir de então as operações embarcadas da FAB foram constantes. O 1.º GAE ficou com apenas um esquadrão, operando os P-16. A partir de 1975 o grupo recebeu o modelo mais moderno P-16E (S-2E), e deu a nova designação de P-16A aos aviões do lote original. Oito dos originais foram convertidos ao padrão UP-16, desprovido de equipamento antissubmarino, mas com espaço para cinco passageiros. O 1.º Esquadrão passou a operar o P-16E, enquanto o 2.º Esquadrão foi reativado para operar os P-16A e UP-16 em missões de treinamento e transporte. De 1976 a 1988, seis S-2E foram comprados para fornecer peças aos aviões em uso, sendo assim chamados de P-16 logísticos.
A decolagem e pouso dos P-16 era um desafio. Com 210 metros de comprimento e 36,4 de largura, o Minas Gerais era um dos menores porta-aviões do mundo, e portanto, seu convés de voo era menos estável em mares agitados. Já o P-16 era um dos maiores aviões embarcados. A pista de pouso media apenas 145 metros. O processo era orientado por um Oficial Sinalizador de Pouso da FAB, monitorando a trajetória do avião e do navio, enquanto um helicóptero, o “anjo da guarda”, permanecia em alerta no ar para resgatar os tripulantes no caso de uma queda.

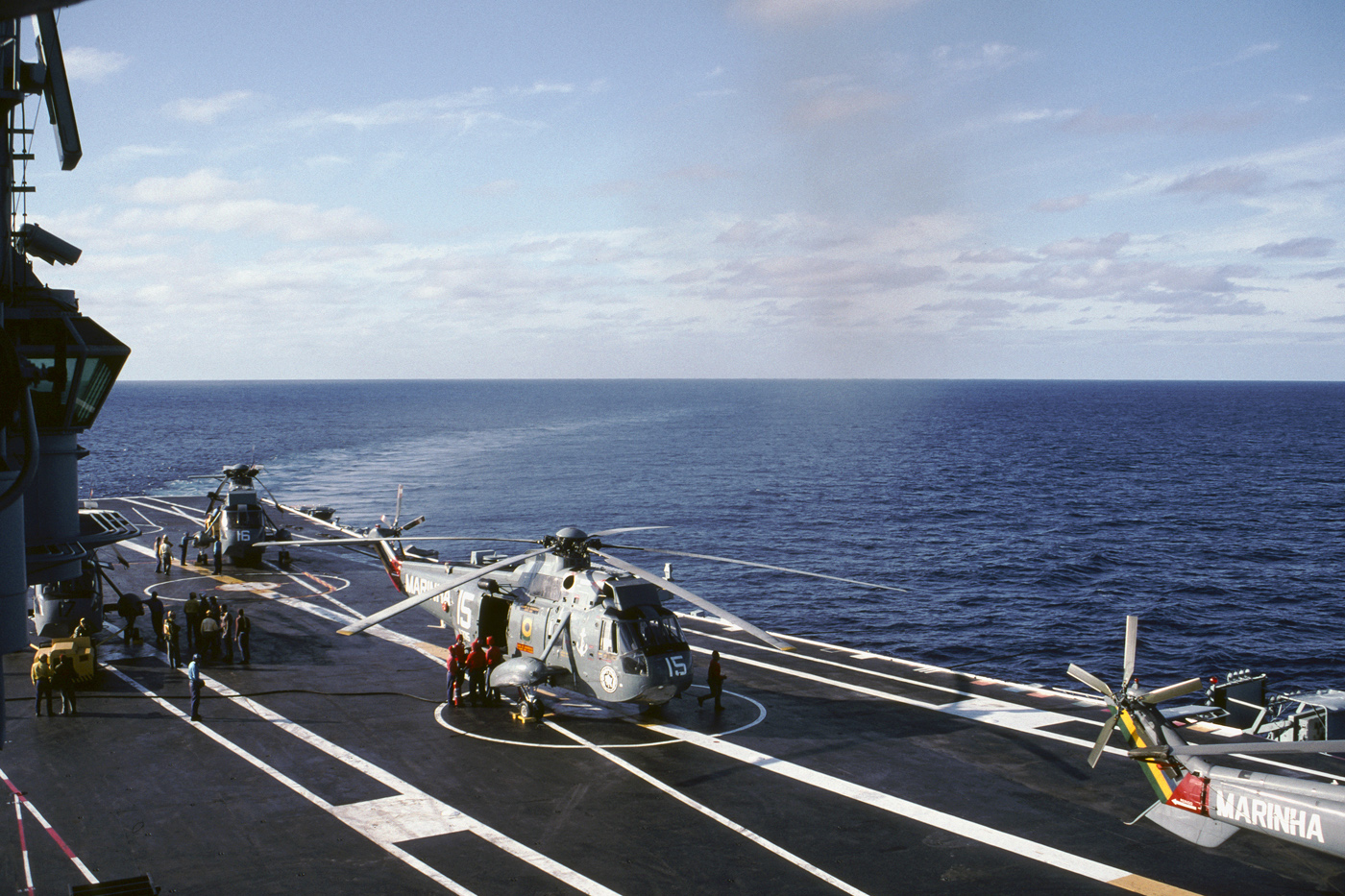
Helicópteros Sea King no convés em 1996

Os seis Sikorsky Seabat da FAB foram cedidos à Aviação Naval e incorporados ao 1.º Esquadrão de Helicópteros Antissubmarino, servindo até sua substituição total pelo Sikorsky SH-3 Sea King em 1975. O 1.º Esquadrão de Helicópteros de Emprego Geral recebeu até 1970 os modelos Westland UH-2 Wasp, UH-5 Whirlwind Series 2 e Fairchild-Hiller UH-4 (FH-1100), e após 1979, o Eurocopter Ecureuil. O auge tecnológico do porta-aviões foi nos anos 70 e 80, quando operava os P-16 Tracker e Sea King.
Os jatos de pouso e decolagem curta/vertical (V/STOL) Hawker-Siddeley Harrier e McDonnell Douglas AV-8B Harrier II foram oferecidos pelos britânicos nos anos 70, mas apesar do interesse da Marinha, o monopólio legal da FAB sobre os aviões impediria a compra. Na segunda metade dos anos 80, os almirantes consideraram embarcar o Embraer EMB-312 Tucano para o apoio aéreo de um desembarque anfíbio, mas a ideia foi aos poucos deixada de lado.
Em meados da década de 1990, o grupo aéreo consistia em seis P-16E Trackers, quatro a seis ASH-3D Sea Kings, dois AS-355 Ecureuils e três A-332 Super Pumas. Desde 1988 a empresa canadense IMP tinha um contrato para converter doze P-16E ao padrão P-16H (S-2T), mas a inexperiência da empresa e falta de verbas da FAB condenaram o projeto, que foi cancelado em 1996. As operações da FAB no Minas Gerais cessaram neste ano, e os Trackers foram aposentados. tornando o navio um porta-helicópteros. Enquanto a aviação embarcada de asa fixa saía do horizonte da FAB, a MB ainda a ambicionava.
Em 1997, o Minas Gerais recebeu uma fuselagem A-4Q Skyhawk emprestada pela Aviación Naval Argentina para manobras de convés e testes de interface. Isso ocorreu antes da aquisição em 1999 de vinte aeronaves A-4KU e três TA-4KU da Força Aérea do Kuwait. Esta foi a primeira vez, desde o comissionamento do porta-aviões, que a Força Aeronaval da Marinha foi autorizada a possuir e operar aeronaves de asa fixa. Formados como o 1.º Esquadrão de Aviões de Interceptação e Ataque, os Skyhawks começaram suas operações de porta-aviões no final de outubro de 2000. O Minas Gerais podia lançar os Skyhawks com segurança, mas a velocidade limitada do navio dificultaria o pouso em condições de calmaria. Na prática, o porta-aviões teria que permanecer próximo ao litoral para operar os Skyhawks.

#### Operações no Atlântico Sul

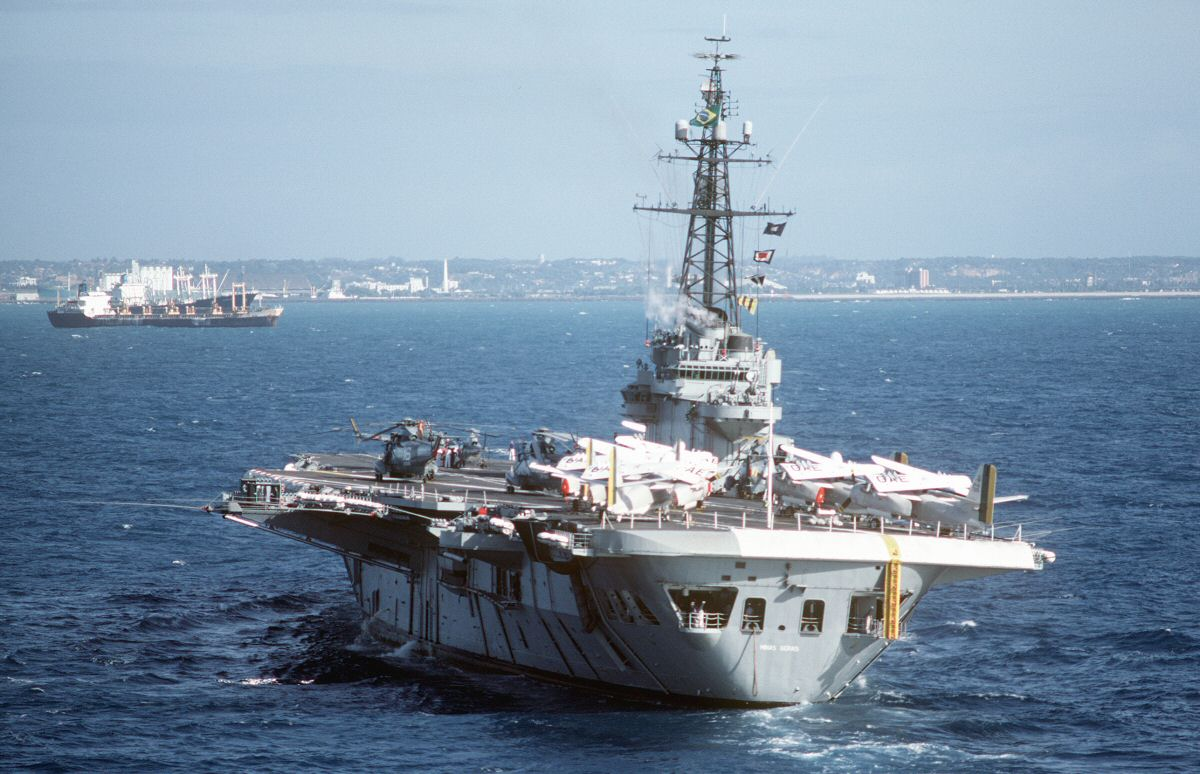
O Minas Gerais na operação UNITAS XXV, em 1984

Em 1961, durante a Campanha da Legalidade, as altas autoridades militares planejaram o que ficaria conhecido como a “Operação Anel” na FAB: o Minas Gerais, deslocado ao sul do país, lançaria os P-16 da FAB para sobrevoar Porto Alegre, ameaçando de bombardeio a Brigada Militar do Rio Grande do Sul e outras forças alinhadas ao governador gaúcho Leonel Brizola. Entretanto, o navio deixou o porto sem os aviões da FAB, e a operação não ocorreu. O Minas Gerais não esteve presente nas operações navais durante a “Guerra da Lagosta”, ocasionando críticas à Marinha por parte dos apoiadores da FAB na questão da aviação embarcada. Militarmente, um porta-aviões não teria sido necessário, pois o foco dos eventos foi perto do litoral, ao alcance da aviação baseada em terra, e era improvável que se enfrentassem submarinos.
De 1965 em diante, o Minas Gerais tornou-se o único porta-aviões ativo do mundo com um arranjo misto (força aérea e marinha) de aeronaves. Enquanto estivesse no mar, o 1.º GAE subordinava-se ao comandante do navio. Em 1982, um estudo oficial do Departamento do Exército dos Estados Unidos classificou essa divisão de responsabilidades como anômala, citando opiniões de críticos de que poderia criar problemas de comando e controle. Ainda assim, a tripulação mista demonstrou entrosamento nas operações. O único problema persistente foi o relacionamento entre sargentos da FAB e marinheiros subalternos e de 1.ª classe. O pessoal técnico da FAB era quase todo de sargentos, criando dificuldades nos setores de alojamento e rancho.
O Minas Gerais era considerado a principal unidade da esquadra, representou um avanço tecnológico e tinha valor simbólico. Ainda assim, a frota organizava-se ao redor dos numerosos contratorpedeiros, que teriam função central na guerra antissubmarino. De 1965 em diante, o Minas Gerais e a Aviação Naval participaram com frequência dos exercícios militares internacionais Unitas. Na Unitas XXI, em 1980, um P-16 detectou com boias passivas um submarino soviético, “visitante não convidado” aos exercícios. Meios de superfície e aviões de patrulha soviéticos também circulavam no Atlântico Sul nesse período, mas no caso de um conflito o navio não poderia interceptar as aeronaves, pois não tinha aviões de caça.

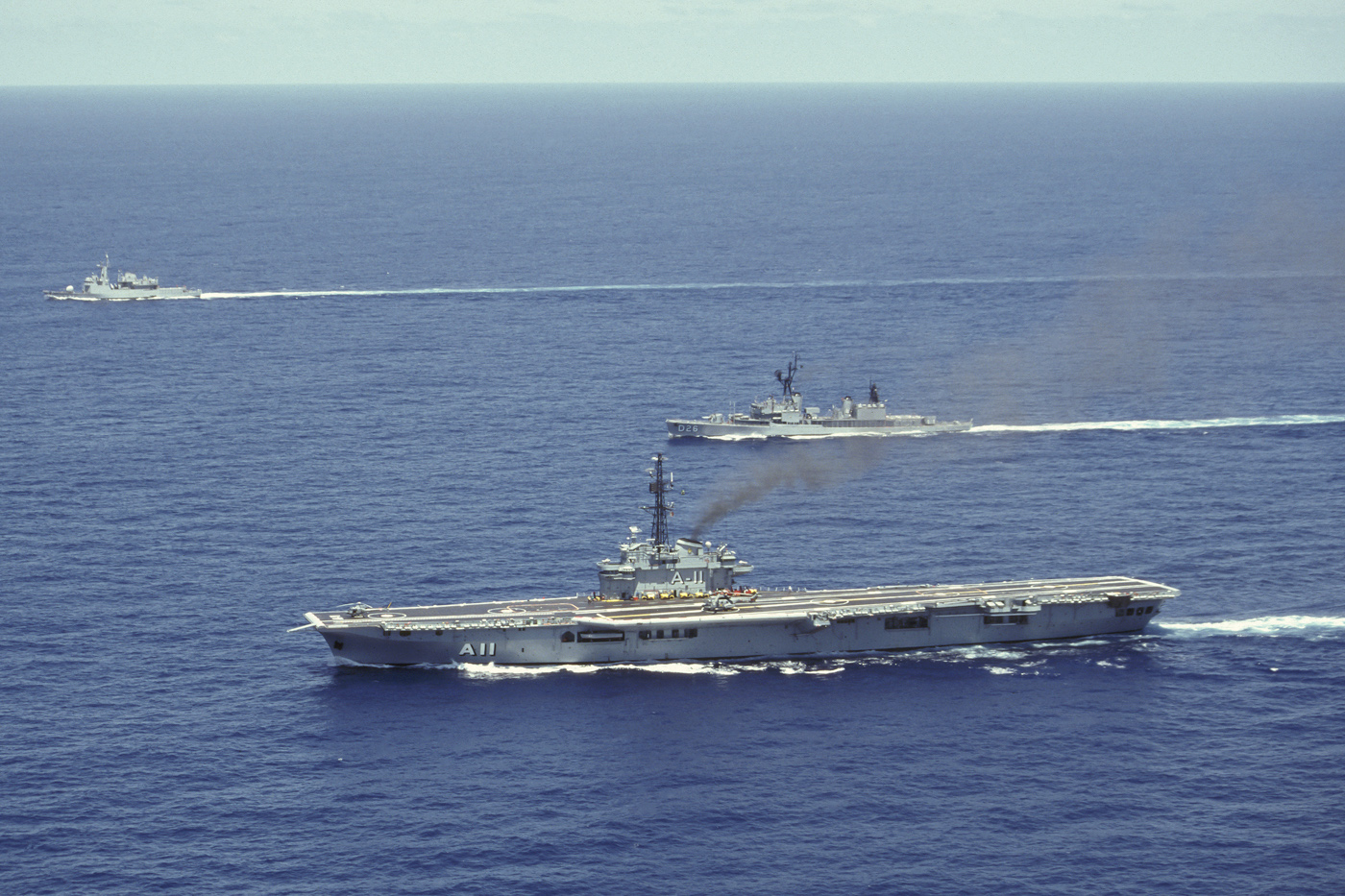
O Minas Gerais com o contratorpedeiro Mariz e Barros (D26) e a corveta Frontin (V33) em 1996

No período de modernização de 1976 a 1979, o navio ficou indisponível para as operações embarcadas. Em 1988, problemas de motor, combinados com a incapacidade da Argentina de financiar uma necessária modernização do ARA Veinticinco de Mayo, viu o porta-aviões da classe Colossus confinado ao porto, tornando o Minas Gerais o único porta-aviões ativo na região sul-americana. Em dezembro de 1987, o próprio ficou paralisado após participar da Operação Dragão XXIII por problemas na catapulta. Embora incapaz de operar como porta-aviões, o navio foi usado nos anos seguintes em exercícios de treinamento como um navio de assalto anfíbio; usando um grupo aéreo de helicópteros Cougar e Esquilo para transportar fuzileiros navais em terra.
Em novembro de 1993, o porta-aviões realizou um exercício conjunto com a Marinha Argentina, onde pilotos argentinos pilotando aeronaves Dassault-Breguet Super Étendard realizaram 177 pousos touch-and-go, a fim de manter suas qualificações de pouso do porta-aviões enquanto o Veinticinco de Mayo estava fora de serviço. De 1995 e 1996, a capacidade de operar aeronaves de asa fixa foi restaurada no Minas Gerais depois que a catapulta do Veinticinco de Mayo desativado foi adquirida e instalada. Um investimento significativo na catapulta foi necessário para a operação segura dos caças.

#### Substituição e descomissionamento
A substituição do Minas Gerais foi sugerida pela primeira vez no início dos anos 1980, como parte do programa de expansão naval de quinze anos. Foram propostos dois designs de transportadores diferentes. O primeiro foi para um navio de quarenta mil toneladas equipado com até quarenta aeronaves, incluindo caças navais. Para complementar esta proposta, foi apresentado um plano para expandir o braço aéreo da frota brasileira, adquirindo A-4 Skyhawks usados do Kuwait ou Israel. Para que isso acontecesse, a decisão de 1965 que impedia a MB de operar aeronaves de asa fixa teve que ser revogada; decisão contrariada pela FAB. Dentro da própria Marinha, o retorno das asas fixas quebraria o paradigma da guerra antissubmarino. Aeronaves de ataque e interceptação proporcionariam projeção de poder e defesa aérea à esquadra, uma necessidade observada na Guerra das Malvinas em 1982.
Para fazer a compra valer a pena, o Minas Gerais teria que operar a aeronave até que o porta-aviões substituto entrasse em serviço, o que, por sua vez, exigia a instalação de uma catapulta a vapor modificada e um mecanismo de parada. Como o navio havia acabado de sair de uma reforma de modernização, essa era uma proposta cara, e o plano de aquisição do Skyhawk foi cancelado em outubro de 1984. O plano Skyhawk foi revisitado com sucesso no final de 1990. A segunda proposta era para um porta-helicópteros de 25 mil toneladas construído de acordo com os padrões comerciais. Interpretações posteriores desta proposta sugeriram um navio semelhante ao HMS Ocean da Royal Navy.
A substituição do Minas Gerais estava sendo seriamente considerada em 1999; apesar de inúmeras reformas e atualizações que prolongaram a vida útil, a MB previu que o porta-aviões precisaria ser substituído antes de 2010. Além das duas propostas, foi considerada a aquisição de um porta-aviões usado, como o Foch da Marinha Francesa. Uma das principais questões ao considerar a substituição foi o investimento significativo da MB em aviação de asa fixa no final dos anos 1990; um porta-aviões capaz de operar os recém-adquiridos Skyhawks seria mais caro para adquirir e operar do que um STOVL ou porta-helicópteros, mas os conceitos mais baratos exigiriam a reformulação da aviação naval brasileira. No final, o Foch foi adquirido, rebatizado de NAe São Paulo e programado para entrar na Marinha do Brasil em abril de 2001. O Minas Gerais foi rebaixado como navio de apoio a helicópteros em 2001, antes de seu descomissionamento. A decisão de descomissionar o navio pouco tempo após sua última modernização foi polêmica.

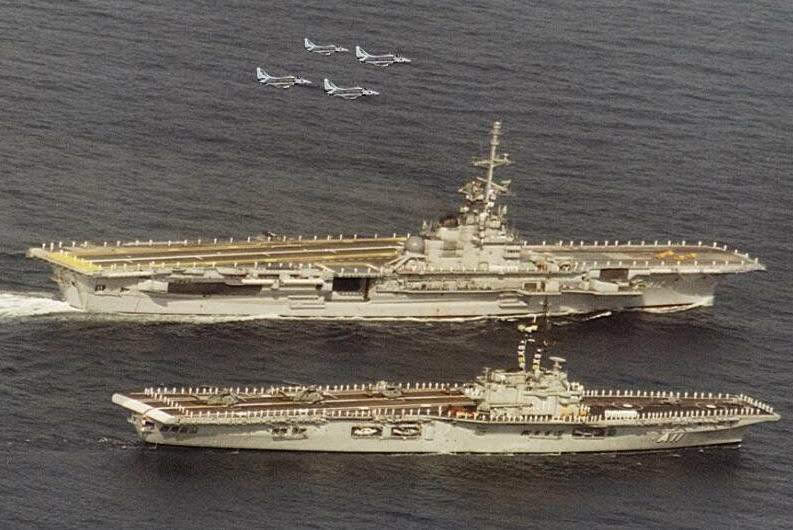
Os porta-aviões Minas Gerais (abaixo) e São Paulo (acima) navegam juntos no período de transição do primeiro para o segundo

O Minas Gerais foi desativado em 16 de outubro de 2001: o penúltimo porta-aviões leve da era da Segunda Guerra Mundial a deixar o serviço, sendo o outro o INS Viraat comissionado em 1959 (antigo HMS Hermes) que foi encomendado durante a guerra, mas não concluído e foi o porta-aviões mais antigo ainda em serviço no mundo até ser desativado em 2017. Na época de seu descomissionamento, ele era o segundo porta-aviões ativo mais antigo do mundo (um título passado para o USS Kitty Hawk, comissionado em 1961). Também participou da cerimônia de descomissionamento o almirante Hélio Leôncio Martins, de 87 anos, que foi o primeiro comandante do porta-aviões. Havia também tripulantes que haviam servido no Minas Gerais em diferentes épocas. O porta-aviões foi colocado à venda em 2002 e foi procurado por associações navais britânicas para ser devolvido ao Reino Unido e preservado como um navio-museu, embora não tenham conseguido levantar o dinheiro necessário.
Pouco antes do Natal de 2003, o porta-aviões foi colocado à venda no site de leilões eBay por um usuário que afirmava ser um corretor de navios representando o proprietário. Os lances chegaram a quatro milhões de libras esterlinas antes de o leilão ser removido do site sob as regras que impediam a venda de munições militares. Um leilão no Rio de Janeiro em fevereiro de 2004 também não conseguiu vender o navio. Em algum momento entre fevereiro e julho de 2004, o porta-aviões foi rebocado para os estaleiros de demolição naval em Alang, na Índia, para desmantelamento.